# サランディ・テギン
サランディ・テギン（Salandi tigin、? - 1252年）は、モンゴル帝国領ウイグル王国の王（イディクート）。
ジュヴァイニーの『世界征服者史』や『集史』ではسالندی（sālandī）と記され、『世界征服者史』の英訳を行ったボイル教授はこれをsalindiと読んでいる。一方、『元史』をはじめとする漢文史料には全く記録がなく、20世紀に入って編纂された『新元史』や『蒙兀児史記』は薩侖的斤と表記する。

## 生涯
バルチュク・アルト・テギンの子として生まれ、兄弟にはケスメズ（キシュマイン）、オグルンチらがいた。
兄であるイディクート（ウイグル国王）のケスメズ（キシュマイン）がドレゲネ皇后の称制時に世を去っため、摂政ドレゲネにより、弟のサランディはイディクートの継承者とされるとともに、オゴデイの娘アラジン・ベキを娶った。『集史』「ウイグル部族誌」によると、イディクートとなったサランディは「非常に権力があり、尊敬された」という。
1240年代、モンゴル帝国では帝位を巡ってトゥルイ家とオゴデイ家の対立が深まっていた。3代皇帝グユクの死後、その皇后オグルガイミシュは同じくオゴデイ家のシレムン後継者に立てることを望み、側近のウイグル人バラ・ビチクチをサランディの下に派遣した。『世界征服者史』によると、サランディに謁見したバラ・ビチクチは天山ウイグル領内のムスリムを皆殺しにしてその財産を没収することを認め、その見返りとして没収した財産を軍費に充てて5万の軍隊を招集し「いざというときに援助する（シレムン擁立に協力する）」ことを提案したという。ビルゲ・クティ（Bilge Quti）、ボルミシュ・ブカ（Bolmish Buqa）、サクン（Saqun）、イドケチ（Idkech）といったウイグル貴族がこの陰謀に賛成し、礼拝日の金曜日にモスク内でムスリムを殺害することが決められた。
サランディは表向きはシレムン擁立派のオグルガイミシュ及びホージャ・オグルとナク（いずれもグユクの息子）に合流するため、実際にはムスリムを殺害するため軍隊を招集して陣営を敷いた。しかしこの時、偶然ムスリム虐殺の陰謀を立ち聞きしていたビルゲ・クティの奴隷テグミシュが、あるムスリムと口論になった時に「（ムスリムは）もはや3日しか生きていられないのだ」と口走ってしまった。この発言はビシュバリクにいたモンケ配下であるサイフ・ウッ・ディーンという官吏の耳に入り、サイフ・ウッ・ディーンに呼び出されたテグミシュは陰謀の内容を洗いざらい喋ってしまった。一方、モンゴル本国ではオグルガイミシュやバラ・ビチクチの策動も虚しくシレムン擁立派が敗れ、トゥルイ家のモンケが即位を果たしていた。
状勢が不利になったことを悟ったサランディはムスリム殺害の陰謀を放棄し、モンケに釈明し臣従を誓うため宮廷へ向かったが、同時にサイフ・ウッ・ディーンがサランディの陰謀を告発する使者もモンケの下に派遣されていた。そこで、事の裁決はモンケの側近モンケセルに委ねられ、テグミシュからの聴取、ビルゲ・クティらへの拷問によって事の経緯を把握したモンケセルはモンケ・カアンに最終的な判断を仰いだ。そこで皇帝モンケ・カアンはサランディをビシュバリクへ送還させると、その刑罰を受けさせることにした。1252年、サランディは金曜日に多数の群衆の面前で、実の弟であるオグルンチ（ウグンチュ）の手によって斬首された。さらにサランディの有力な部下である官吏二人も共犯とされ、身体の中央から両断された。これにイスラム教徒たちは大いに満足した。
19世紀の歴史家ドーソンはこの事件に関して仏教徒とムスリムの対立が根幹にあったことを強調し、仏教徒であるサランディの日ごろの苛酷な政策に恨みを持ったイスラム教徒による陰謀であったと推測する。一方、劉迎勝はこの時点での天山ウイグルにそれほど多数のムスリムがいたとは考えられず、自らもムスリムであるジュヴァイニーが殊更にムスリムの受難を強調したに過ぎないのではないかと指摘する。その上で、この事件の核心はトゥルイ裔とオゴデイ裔の帝位争いにあり、これ以後もウイグル王家が主としてオゴデイ家と姻戚関係を結んでいったことに注意すべきであると述べている。同じく、安部健夫もドーソンが述べるムスリム陰謀論を「あり得ないわけではない」としつつも、その結果が「国王の処刑」という事態に陥ったのは宗教的素因だけでは解釈できず、モンケのオゴデイ家への復讐心あってのものであると指摘する。その上で、サランディは同じくオゴデイ家に協力したことでモンケによって処刑されたチャガタイ・ウルス当主イェス・モンケと同じ立場であり、サランディの地位を継承したオグルンチはイェス・モンケの地位を継承したカラ・フレグと同じであると、それぞれなぞらえている。

## 天山ウイグル王家
- ヨスン・テムル（Üsen temür ＞月仙帖木児/yuèxiān tièmùér）
  - バルチュク・アルト・テギン（Barǰuq art tigin ＞巴而朮阿而忒的斤/bāérzhú āértè dejīn,بارجق/bārjūq）
    - キシュマイン（Kišmain ＞کیشماین/kīshmāīn）
    - サランディ・テギン（Salandi tigin ＞سالندی/sālandī）
    - オグルンチ・テギン（Ögrünč tigin ＞玉古倫赤的斤/yùgǔlúnchì dejīn,اوکنج/ūknchī）
      - マムラク・テギン（Mamuraq tigin ＞馬木剌的斤/mǎmùlà dejīn）
        - コチカル・テギン（Qočqar tigin ＞火赤哈児的斤/huǒchìhāér dejīn）
          - ネウリン・テギン（Neülin tigin ＞紐林的斤/niǔlín dejīn）
            - テムル・ブカ（Temür buqa ＞帖木児不花/tièmùér bùhuā）
              - ブダシリ（Budaširi ＞不答失里/bùdáshīlǐ）
                - コシャン（Qošang ＞和賞/héshǎng）

            - センキ・テギン（Sengki tigin ＞籛吉/jiānjí）
            - タイピヌ・テギン（Taypinu tigin ＞太平奴/tàipíngnú）
            - ？オルク・テムル（Ürük temür ＞月魯帖木児/yuèlǔ tièmùér）
              - サンガ（Sangga ＞桑哥/sānggē）

          - キプチャクタイ（Qipčaqtai ＞欽察台/qīnchátái）
          - イル・イグミシュ・ベキ（Il yïγmïš begi ＞也立亦黒迷失別吉/yělì yìhēimíshī biéjí）
          - ソソク・テギン（Sösök tigin ＞雪雪的斤/xuěxuě dejīn）
            - ドルジ・テギン（Dorǰi tigin ＞朶児的斤/duǒér dejīn）
              - バヤン・ブカ・テギン（Bayan buqa tigin ＞伯顔不花的斤/bǎiyán bùhuā dejīn）